# M.U.S.H.A.
MUSHA, às vezes escrito como M.U.S.H.A., é um retroacrônimo para "Metallic Uniframe Super Hybrid Armor". Em japonês, "musha" (武者) significa "guerreiro". O jogo também é conhecido no Japão como Musha Aleste (武者アレスタ, lit. "Guerreiro Aleste"), embora a tela de título forneça um nome mais longo: Musha Aleste: Fullmetal Fighter Ellinor (武者アレスタ FULLMETAL FIGHTER ELLINOR), é um shoot 'em up de rolagem vertical desenvolvido pela Compile e lançado no Sega Mega Drive em 1990. Uma título na série de tiro da Compile, Aleste, MUSHA coloca o jogador no papel de um piloto de um mecha voador que deve destruir um grande computador super inteligente que ameaça o planeta Terra. O desenvolvimento durou menos de um ano. Originalmente, o jogo tinha um título de trabalho de "Aleste 2" e apresentava um estilo semelhante ao primeiro jogo, mas foi redirecionado para apresentar uma estética japonesa e uma trilha sonora de speed metal.
A recepção inicial para MUSHA foi misturada. Os críticos viram-se saturados pelo grande número de shoot 'em ups no Mega Drive e sentiram que o título não era digno de nota. Os jornalistas geralmente concordavam que o jogo tinha ótimos gráficos e jogabilidade agradável, mas sentia que não era original e não era muito desafiador. O jogo foi relançado no Virtual Console do Wii no Japão em 2008 e no Ocidente em 2009. Em análises retrospectivas para seu relançamento, MUSHA recebeu elogios muito maiores, sendo citado por sua jogabilidade desafiadora, trilha sonora forte e gráficos considerados à frente de seu tempo. Permanece entre os shoot 'em ups mais conceituados do Mega Drive e é considerado um dos melhores da era dos 16 bits. Os cartuchos originais da MUSHA tornaram-se raros e tem preços altos no mercado de colecionadores.

## Jogabilidade
MUSHA é um shoot 'em up de rolagem vertical. O jogador assume o papel de Terri, uma piloto que pilota um veículo mecha especialmente projetado com um armamento avançado chamado MUSHA. Ela é enviada para lutar contra o super-computador Dire 51, construído pelos humanos, que começou a atacar a Terra do espaço no ano de 2290.:6 As convenções de jogo são em grande parte mantidas em títulos anteriores da série Aleste. O jogador tem uma arma principal que pode ser ativada pela coleta de "Power Chips". Há também três diferentes armas especiais que podem ser coletadas: lasers perfurantes, explosivos baseados em fogo e escudos rotativos. Eles podem ser atualizados se a mesma arma for usada atualmente. Se for atingido enquanto uma arma especial estiver equipada, o jogador perderá a arma especial, mas permanecerá vivo. Ser atingido sem uma arma especial resultará na perda de uma vida.:14–15 Para cada três Power Chips coletados, o jogador obtém um drone similar ao da série Gradius. Apenas dois drones podem ser equipados ao mesmo tempo; extras são armazenados. Esses drones podem ser configurados em um dos seis modos de ataque, como apontar para frente, para trás ou girar em torno da nave do jogador.:17

## Desenvolvimento
Uma equipe jovem da Compile desenvolveu MUSHA em menos de um ano. Eles originalmente fizeram um protótipo para um novo jogo da série Aleste chamado "Aleste 2" para o Sega Mega Drive, mas adiaram o projeto. A equipe ainda estava sentindo pressão para criar um jogo e também queria mudar a direção da série Aleste. O designer Kazuyuki Nakashima surgiu com um design que ignorou a maioria do estilo dos jogos anteriores da Aleste e, em vez disso, foi com uma estética japonesa, incluindo um personagem com uma máscara de Noh. Essa mudança de direção motivou a equipe a pegar os restos de "Aleste 2" e empurrá-lo para uma nova direção.
A fase do vale em MUSHA utiliza os recursos de rolagem em paralaxe vertical do Mega Drive, que mais tarde foi destacado pelos críticos como uma das características técnicas mais impressionantes do jogo. A fase foi programada por Yuuichi Sotoyama, que também programou os inimigos que entram e saem das profundezas do vale, e as telhas que caem na tela em outras fases. Sotoyama trabalhou com o programador de efeitos sonoros Masanobu Tsukamoto para modular a frequência dos efeitos sonoros quando os objetos entravam e saíam da tela para simular o Efeito Doppler.

### Música
Para a trilha sonora de MUSHA, Nakashima originalmente apresentou uma ideia para o que ele chamou de música "Edo Metal" para o compositor Toshiaki Sakoda. Eles finalmente concordaram em criar uma trilha sonora de speed metal que combinaria com a ação de rolagem rápida do jogo. Na época em que o MUSHA foi desenvolvido, Sakoda sentiu que a maioria das trilhas sonoras de jogos de tiro eram principalmente jogos de fusão e sons mecanicamente que não tinham um tema coeso. Ele queria que essa trilha sonora fosse a primeira trilha sonora de heavy metal, ou como ele a chamava, uma "suíte de metal inebriante" ou "rapsódia de heavy metal".
Para compor a música, Sakoda usou instrumentos reais, então anotou a música em um computador MSX e a converteu em um PC-9800. Como ele não gostava de sons mecânicos, ele programou os instrumentos virtuais para soar como se fossem tocados por humanos. Sakoda trabalhou em estreita colaboração com o programador de efeitos sonoros Masanobu Tsukamoto. Como o jogo tinha canais de som ou faixas limitadas, ele teve o cuidado de não criar muitos sons simultâneos para que os efeitos de som não cortassem a música. Sakoda só tinha quatro canais para usar em qualquer música, uma das quais estava sempre na bateria. Depois que a trilha sonora estava quase terminada. A liderança da Compile disse a Sakoda para mudar a música para algo que se encaixasse na estética japonesa. Depois de ouvir uma nova trilha sonora com instrumentos japoneses, a liderança disse a Sakoda para voltar à sua música original.

### Lançamento
MUSHA foi lançado pela primeira vez no Japão em 21 de dezembro de 1990. Foi lançado na América do Norte no ano seguinte.

## Recepção
MUSHA recebeu críticas mistas no lançamento. Os críticos viram-se esmagados pelo número de shoot 'em ups no Mega Drive, e consideraram MUSHA como outra oferta de shooter padrão. Muitos escreveram sobre os gráficos em luz positiva. Richard Leadbetter, da Computer and Video Games, achou o visual suave e destacou o efeito de rolagem de paralaxe no nível do desfiladeiro. Frank Martinez Jr., da GameFan, também elogiou a rolagem paralaxe, além do detalhe de sprite do personagem e do inimigo. Os escritores da Raze notaram positivamente o design oriental do jogo e os efeitos de explosão. A dificuldade do jogo era um ponto comum de crítica. Muitos notaram que MUSHA é muito fácil e muito curto. Alguns escreveram que pode ser divertido para os iniciantes em shooters, mas jogadores mais experientes o acham não desafiante. A música também recebeu comentários mistos. Leadbetter concluiu que "MUSHA é uma boa explosão jogável, mas é uma pena que seja tão pouco original e inquestionável".
Revisões retrospectivas para o relançamento de Musha no Virtual Console do Wii em 2009 foram muito mais positiva. Tanto Lucas M. Thomas, da IGN, quanto Damien McFarren, da Nintendo Life, elogiaram os gráficos detalhados do título, a trilha sonora em ritmo acelerado e a dificuldade difícil. Como os cartuchos originais se tornaram raros e caros, os dois revisores também elogiaram o lançamento por fornecer aos jogadores uma maneira acessível de reproduzi-lo. McFarren concluiu chamando-o de um dos melhores shoot-em-ups do Mega Drive e da era 16-bit em geral. Thomas o chamou de um dos melhores "shooters clássicos". Levi Buchanan da IGN colocou MUSHA no número cinco em sua lista "Top 10 Classic Shoot Em Ups", apelidando-o de melhor shooter da Compile e um dos melhores shooters do Mega Drive.